# Christoffel van Oldenburg

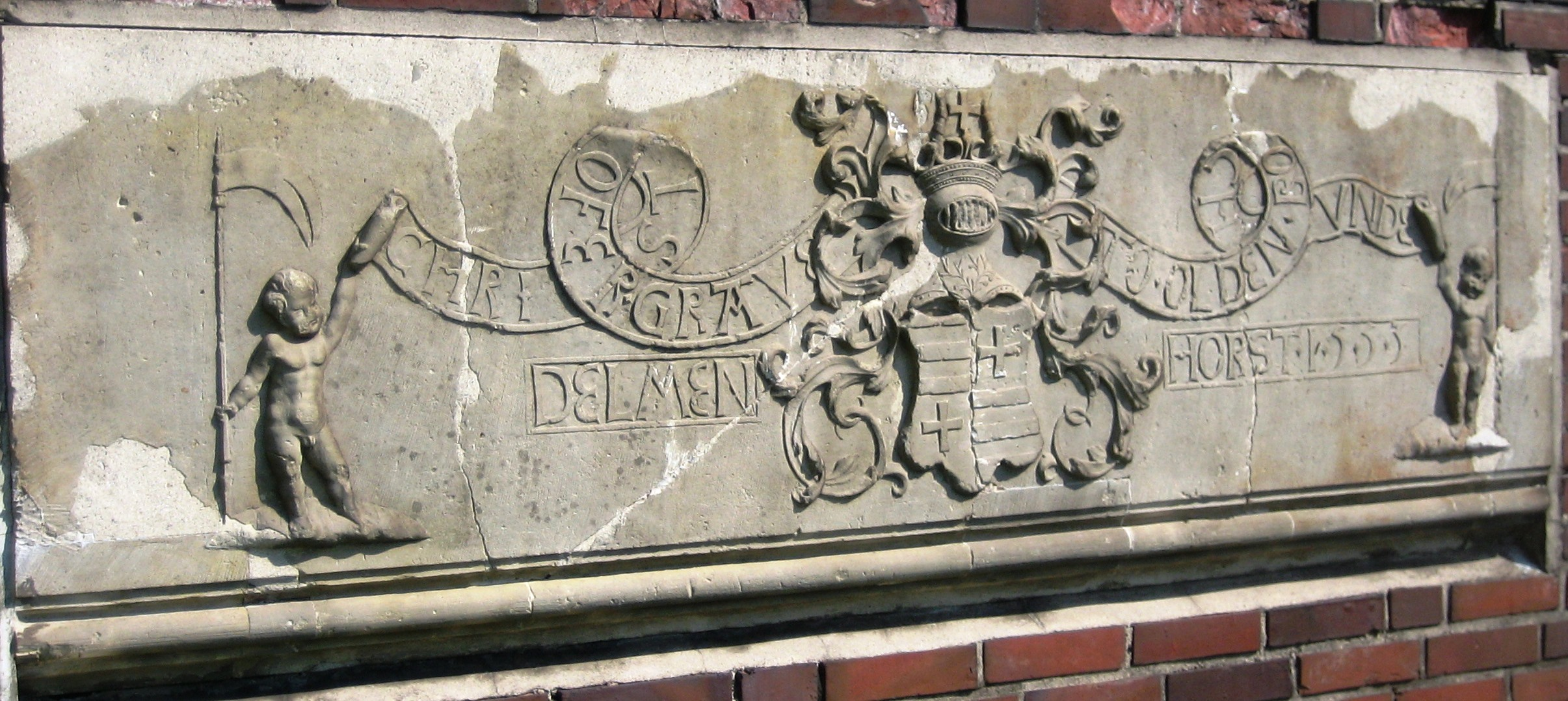
steen met wapen van Christoffel van Oldenburg

Christoffel van Oldenburg (1504 - 4 augustus 1566) was een jongere zoon van graaf Johan V van Oldenburg en een neef van Gerard VI van Oldenburg. 
Hij was humanistisch en evangelisch opgevoed en hoewel hij als kind al domheer in Bremen was, onderscheidde hij zich als bevelhebber van huursoldaten en veldheer. In 1529 liet hij zich verkiezen tot abt van het klooster Rastede, kocht de monniken af en hield het klooster aan als woonhuis. Daar gaf hij de omstreden predikant Albertus Risaeus van 1561 tot 1565 een schuilplaats.
Zijn zogenaamde aanspraak op de Deense troon (naar hem werd de oorlog in Denemarken tussen 1534-1536 de Gravenvete genoemd) berustten op een gemeenschappelijke overgrootvader met Christiaan II en Christiaan III, Diederik van Oldenburg. Met Christiaan II was hij bevriend. 
In 1538 probeerde hij voor zijn broer Anton vergeefs het prinsbisdom Münster bij Delmenhorst in te lijven, wat pas in 1547 met de Slag bij Drakenburg lukte, toen hij het evangelische Bremen tegen de aartsbisschop en de keizer ondersteunde. 
In 1552 vocht hij aan de kant van Albrecht Alcibiades, de markgraaf van Brandenburg, in de Tweede Markgravenoorlog, waarbij zijn huurlingenleger onder andere Fulda verwoestte.
Als raadsman van zijn zus Anna, de weduwe van de hoofdeling Enno II Cirksena van Oost-Friesland, bevorderde hij de religieuze tolerantie in Oost-Friesland.